# Saint-Sulpice-de-Faleyrens
Saint-Sulpice-de-Faleyrens is een gemeente in het Franse departement Gironde (regio Nouvelle-Aquitaine). De plaats maakt deel uit van het arrondissement Libourne. Saint-Sulpice-de-Faleyrens telde op 1 januari 2022 1.331 inwoners.

## Geografie
De oppervlakte van Saint-Sulpice-de-Faleyrens bedroeg op 1 januari 2022 18,17 vierkante kilometer; de bevolkingsdichtheid was toen 73,3 inwoners per km².

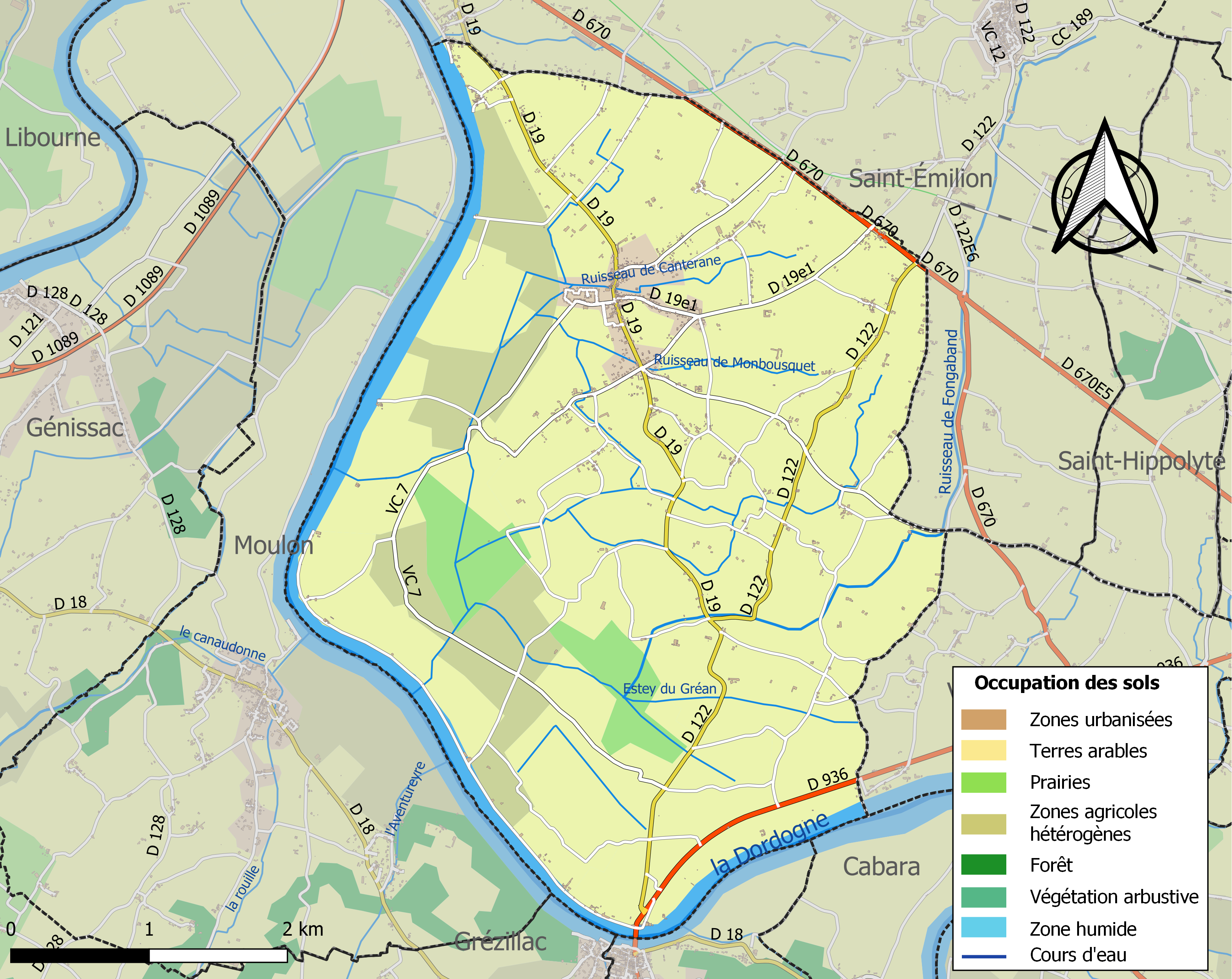
Kaart van de gemeente met belangrijkste infrastructuur, bodemgebruik en omliggende gemeenten

## Demografie
Onderstaande figuur toont het verloop van het inwonertal (bron: INSEE-tellingen).